# 张壁古堡
36°57′45″N 111°58′00″E / 36.96250°N 111.96667°E
张壁古堡，又称张壁村，位于中国山西省介休市龙凤镇张壁村，2006年被列为第六批全国重点文物保护单位。
张壁古堡始建年代不详，传说为隋朝刘武周所建。古堡三面临沟，一面依塬，地势险要。古堡城墙平面呈“凸”字形，北部突出，东西长374米，南北宽244米，北门有瓮城。中心为南北向街道，以条石铺地。堡内有可罕庙、空王佛行祠、三大士殿、二郎庙、真武庙、关帝庙等庙宇及数十座明清民居。堡内地下还有三层地道。